# Dicranomyia (Sivalimnobia) euphileta
Dicranomyia (Sivalimnobia) euphileta is een tweevleugelige uit de familie steltmuggen (Limoniidae). De soort komt voor in het Palearctisch en Oriëntaals gebied.